# Legs Diamond
Jack « Legs » Diamond (10 juillet 1897 - 18 décembre 1931), connu sous le nom de Gentleman Jack, était un gangster irlando-américain à New York pendant l'époque de la prohibition. Bootlegger et proche associé de Arnold Rothstein, qui faisait dans le jeu, Diamond a survécu à de nombreuses tentatives de meurtres entre 1919 et 1931, lui donnant la réputation de « pigeon d'argile de la pègre » (clay pigeon of the underworld). En 1930, Dutch Schultz fit remarquer à son gang, « N'y a-t-il donc personne ici qui puisse abattre ce type sans qu'il en ressorte ? » (ain't there nobody that can shoot this guy so he don't bounce back). Remarquons que Jack Diamond n'était pas lié à Stanley Diamond, membre de la famille Lucchese.

## Jeunesse
Jack Moran est né le 10 juillet 1897 à Philadelphie, Pennsylvanie. Ses parents, John et Sara Nolan immigrèrent aux États-Unis en provenance d'Irlande en 1891. Les Moran (Jack, ses parents John et Sara, et son frère Eddie né en 1899) s'installèrent d'abord à Philadelphie en Pennsylvanie, au 951 Frankford Avenue. Ils déménagèrent ensuite à Brooklyn dans l'État de New York après la mort de Sara, intervenue le 24 décembre 1913 à la suite de complications consécutives à une infection bactériologique. 
À New York, Diamond rejoignit rapidement un gang des rues appelé les Hudson Dusters. Il fut arrêté pour la première fois en 1914 à la suite d'un cambriolage dans une bijouterie. Il servit quelques années plus tard dans l'armée des États-Unis, notamment pendant la Première Guerre mondiale, mais il déserta en 1918 ou 1919, ce pour quoi il fut condamné et emprisonné. 
À sa sortie de prison, il fut recruté par Jacob « Little Augie » Orgen pour assassiner un ennemi. Legs Diamond devint le garde du corps de Jacob Orgen. Il fut touché par balles à deux reprises lorsqu'Orgen fut tué par Louis « Lepke » Buchalter, qui essayait de s'approprier certains de ses rackets dans l'industrie de la confection.

## Train de vie
Diamond était connu pour son train de vie extravagant. Individu très énergique, son surnom de « Legs » vient, soit du fait qu'il était bon danseur, soit de sa rapidité à échapper à ses ennemis. Pour un gangster, Diamond était réputé plutôt loyal mais  il ne répugnait pas à doubler quelqu'un quand le besoin s'en faisait sentir. Sa femme Alice Diamond n'a jamais accepté son style de vie mais n'essaya pas non plus de l'en dissuader. Diamond était un coureur de jupons dont la maîtresse la plus célèbre était la danseuse Marion « Kiki » Roberts. Le public aimait Diamond : c'était l'une des plus grandes célébrités de New York.

## La prohibition
À la fin des années 1920, avec la mise en place de la prohibition, la fabrication et la vente d'alcool devinrent illégales aux États-Unis. La vente d'alcool fut rapidement contrôlée par le crime organisé américain qui connut, dès lors, un développement sans précédent. Legs Diamond participa à cette activité.
Legs Diamond voyagea également en Europe pour mettre en place des réseaux d'acheminement d'alcool et de drogue. Il se rendit, notamment, en Allemagne accompagné de plusieurs gangsters italo-américains, parmi lesquels Charles « Lucky » Luciano, mais il se fit arrêter par les autorités locales avant de se faire expulser. 
Après la mort de Jacob Orgen, Legs Diamond essaya de contrôler les speakeasies du centre de Manhattan mais il se heurta à Dutch Schultz qui essayait d'agrandir son territoire de Harlem ainsi qu'à d'autres gangs. On tenta de l'abattre à l'Hôtel Monticello après qu'il eut refusé d'honorer une dette. Pour échapper aux tueurs de Dutch Schultz et des autres gangs, il se réfugia dans les Monts Catskill. Cependant, les hommes de Dutch Schultz le retrouvèrent et, au cours d'un dîner, tirèrent sur lui à cinq reprises, sans succès.
En 1930, Legs Diamond et deux de ses hommes de main kidnappèrent Grover Parks, un conducteur de camions, et lui demandèrent quel genre d'alcool il transportait. Celui-ci répondit qu'il ne transportait rien. Legs Diamond et ses acolytes le torturèrent avant de finalement le laisser partir. Quelques mois plus tard, Diamond fut inculpé pour kidnapping mais acquitté. Cependant, une enquête fédérale sur des charges similaires tourna différemment et il fut condamné à quatre ans de prison. Il fut acquitté lors d'un procès à Troy (New York). En 1931, des portes-flingues de Schultz ouvrirent le feu à l'Aratoga Inn, près de Cairo (New York). Il y survécut, alors que deux personnes y laissèrent la vie.

## La Chute
Le 18 décembre 1931, les ennemis de Diamond parvinrent finalement à l'abattre alors qu'il passait par une de ses cachettes sur Dove Street à Albany (New York), après avoir passé la nuit à fêter le résultat de son procès à Troy. Les tireurs l'abattirent de trois balles dans la tête vers 5:30 du matin ; cependant six coups de feu furent entendu, et il est à penser qu'il a donc lutté. S'il n'avait pas été abattu, il aurait été envoyé en prison par la sentence fédérale. 
Il y a eu de nombreuses spéculations pour savoir qui était responsable du meurtre, incluant Dutch Schultz, les frères Oley et la police d'Albany. D'après l'ouvrage O albany! de William J. Kennedy, sa mort aurait été ordonnée par Dan O'Connell, président du parti démocrate du comté d'Albany, et il aurait été tué par la police d'Albany. Lors d'une interview par Kennedy en 1974, O'Connell déclara:
"Pour que la mafia vienne s'installer, elle doit être protégée, et ils savaient qu'ils ne le seraient jamais dans cette ville. On l'avait établi il y a des années. Legs Diamond... a appelé un jour et a dit qu'il voulait venir dans le business ici. Il comptait vendre des protections aux commerçants. Je lui ai dit qu'il n'allait pas faire de business à Albany et on ne s'attendait pas à le voir en ville le matin suivant. Il n'a jamais rien commencé ici."
D'après la version d'O'Connell, le sergent de police Fitzpatrick aurait abattu Diamond. Étant donné l'influence de O'Connell à Albany, la plupart des gens ont accepté sa version. Elle a été confirmée par plusieurs officiels.
Son épouse, Alice SHIFFER DIAMOND, fut assassinée  le 1er Juillet 1933 dans un appartement dd Brooklyn qu'elle occupait depuis quelque temps.

## Dans la culture populaire
- Le premier livre dans la série Albany de William J. Kennedy est Legs. Il retrace l'histoire de Diamond jusqu'à sa mort.
- Diamond est le sujet du film de 1960 de Budd Boetticher, The Rise and Fall of Legs Diamond, avec Ray Danton et Warren Oates. Une pièce musicale de broadway en 1988 fut basée sur le film.
- Le rappeur Raekwon du Wu-Tang Clan commence l'album Only built for Cuban Link avec un thème mafieu dans lequel lui et un artiste invité utilisent des surnoms. Le surnom de Raekwon est "Lex Diamond", en hommage à Legs Diamond.
- Dans la série Monty Python's Flying Circus pour la télévision britannique, un film d'animation de Terry Gilliam présente un poulet gangster nommé "Eggs" Diamond.
- Il a aussi inspiré Michael Jackson pour son clip Smooth Criminal.
- Un groupe de hard rock porte également ce nom. Album : "Diamond is a hard rock".